# باي زيجيان
باي زيجيان (بالصينية: 白子健) هو لاعب كرة قدم صيني في مركز الهجوم، ولد في 16 أكتوبر 1992 في شنيانغ في الصين. لعب مع نادي تشانغتشون ياتاي ونادي تشونغتشينغ ليانغجيانغ.

## وصلات خارجية
- باي زيجيان على موقع دوري كوريا الجنوبية (الإنجليزية)
- باي زيجيان على موقع قاعدة بيانات كرة القدم.إي يو (الإنجليزية)
- باي زيجيان على موقع Soccerway.com (الإنجليزية)